# مشارق الأذكار

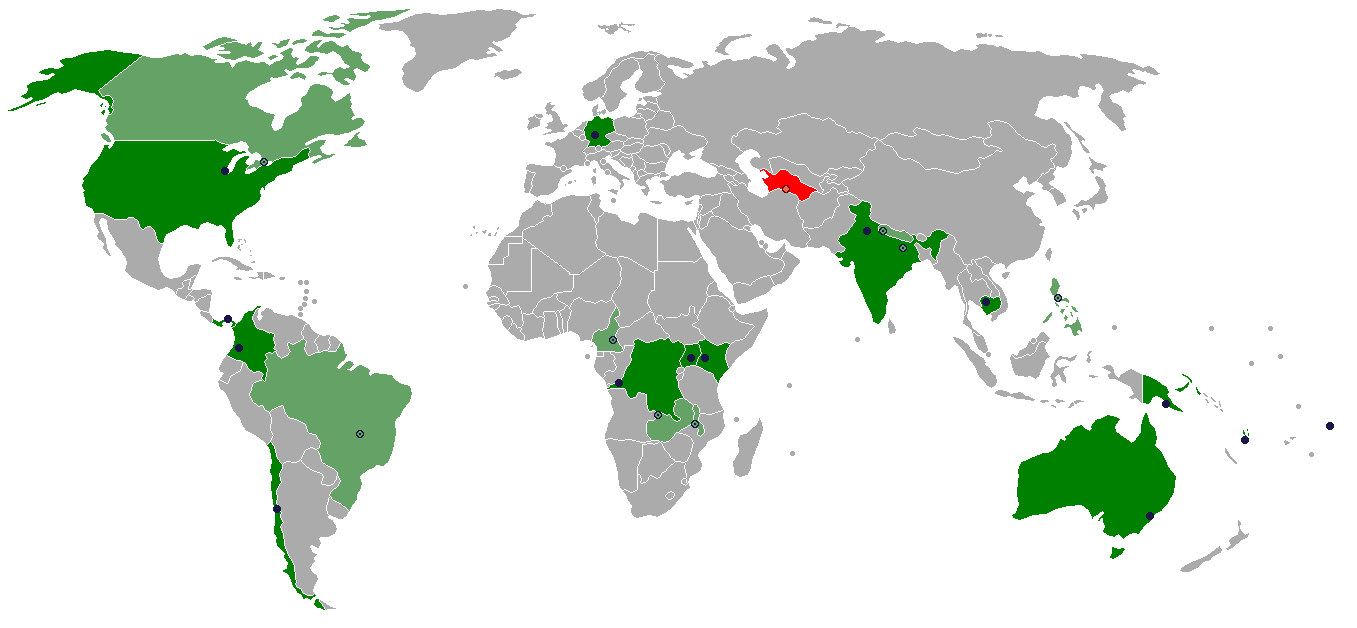

مشرق الأذكار هو مكانٌ للعبادة في الدين البهائي، ويُشار إليه أيضًا بالمعبد البهائي. يُرشد بهاءالله، شارع الدين البهائي، أتباعه إلى أنه يجب تشييد مبنىً في كل مدينةٍ بأفضل ما في الإمكان باسم مالك الأديان، ليتم فيه ذكر الرحمن بالروح والريحان. مشارق الأذكار هي دور عبادةٍ مخصصةٌ حصريًا للعبادة، بقراءة وتلاوة الأدعية والمناجاة، ويُحظر فيها إلقاء الخطب وممارسة الشعائر الدينية. كما حرمت التعاليم البهائية وضع صورٍ أو تماثيل في مشرق الأذكار. ولا تقتصر مشارق الأذكار على البهائيين فحسب، حيث يمكن لأي شخصٍ لديه أية عقيدةٍ أن يصلي لخالقه ويدعو بارئه بأي طريقةٍ يريدها ويؤمن بها. تُعدّ دار العبادة البهائي في أي مدينةٍ، مكانًا للعبادة يفتح أبوابه لجميع السكان، من أيّ دينٍ أو خلفيةٍ أو عرقٍ أو جنسٍ، فهو يرحب بالرجال والنساء، والشيب والشباب والأطفال على السواء، ويشكل ملاذًا مناسبًا للتأمل والتعمق الروحاني الفردي. يعتبر البهائيون دار العبادة سببًا لألفة القلوب واجتماع النفوس ومكانًا لتحقيق وحدة العالم الإنساني.وبالرغم من أن التعاليم البهائية تنصّ على أن يكون مشرق الأذكار محاطًا بعددٍ من المباني الملحقة به وتخصيصها لهدفٍ مزدوجٍ: العبادة والمساعي الاجتماعية والإنسانية والتعليمية والعلمية، إلا أنه لم يتم بناء أيٍ منها إلى هذا الحد بعد. وفقًا لشوقي أفندي، فإن مشرق الأذكار هو «المعلم الصامت» للديانة البهائية.
على الرغم من قلة عدد مشارق الأذكار في العالم في الوقت الحالي إلا أنه سيتم إنشاء العديد منها في عددٍ متزايدٍ من المجتمعات، وفي المستقبل سوف يستفيد كل مجتمعٍ محليٍ من مثل هذا الصرح الذي يجمع القلوب تحت سقفٍ واحدٍ، كلٌ يدعو بارئه وخالقه ويمارس عبادته بطريقته الخاصة، أيًا كانت ديانته ومعتقده، ويساهم بدوره في تقدم المجتمع الذي ينتمي إليه. حسب النصوص البهائية، يجب أن تنعكس الأدعية في مشرق الأذكار على خدمة الإنسانية كما هي الحال في المؤسسات التي سوف تُبنى حولها.
تم الانتهاء من اثني عشر مشرق أذكارٍ في جميع أنحاء العالم (بما في ذلك واحدٌ تداعى وهُدِمَ في مدينة عشق أباد، بتركمانستان). من بين الأحد عشر الموجودة حاليًا، هناك ثمانية مشارق أذكار قارية وثلاثة مشارق أذكار محلية. نال اثنان من مشارق الأذكار القارية - وهما مشرق أذكار اللوتس ومشرق أذكار سانتياغو - العديد من الجوائز المعمارية. في رسالة الرضوان لعام 2012، أعلن بيت العدل الأعظم عن مبادراتٍ جديدةٍ لمشارق الأذكار المستقبلية، داعيًا إلى إنشاء أول مشرقي أذكارٍ على المستوى المركزي-الوطني والمحلي، حيث تم في عام 2021 وضع حجر الأساس لأول «مشارق الأذكار المركزية». تمتلك المجتمعات البهائية العديد من العقارات التي لا يزال يتعين عليها تشييد مشارق أذكارٍ فيها.

## وصف
كان بهاء الله هو أول من نص على تأسيس مشارق الأذكار في كتابه الكتاب الأقدس – كتاب أحكام وتعاليم الدين البهائي – حيث سنّ أسس إنشائه، وقام من بعده ابنه الأرشد عبد البهاء الذي عينه مبيناً ومفسراً لدينه بوضع تفاصيل إنشائه.
تنص أدبيات الكتابات البهائية على وجوب بناء مشرق أذكار في كل مدينةٍ وبلدةٍ، وتؤكد على أن أبوابه يجب أن تكون مفتوحةً للجميع بغض النظر عن الدين أو أي تمييزٍ آخرٍ. كما تؤكد الأحكام البهائية على البُعد الروحاني لمشرق الأذكار، حيث يجب أن يكون مكانًا للتجمع ويمكن للناس من جميع الأديان أن يعبدوا الله دون قيودٍ طائفيةٍ. كما تنص الأحكام البهائية على أن الكتب المقدسة للدين البهائي والديانات الأخرى فقط هي التي يمكن قراءتها أو ترديدها في الداخل بأي لغةٍ. علاوةً على ذلك، لا يجوز إلقاء خطبٍ، ولا تُمارس أي طقوسٍ شعائريةٍ.
تشترك جميع مشارق الأذكار في عناصر معماريةٍ معينةٍ، بعضها محددٌ في الكتابات البهائية. وقد نصّ عبد البهاء على أن السمة المعمارية الأساسية لمشرق الأذكار تتطلب أن يكون له شكل تسعة أضلاعٍ (غير مضلع). في حين أن جميع مشارق الأذكار البهائية الحالية لها قبة، إلا أنها لا تعتبر جزءًا أساسيًا من هندستها المعمارية. تنص الكتابات البهائية أيضًا على أنه لا يجوز عرض أي صور أو تماثيل أو رموز داخل مشرق الأذكار، ولا توجد منابر أو هياكل طقسية كالمذابح المدمجة كميزةٍ معماريةٍ (يمكن للقراء الوقوف خلف منبرٍ بسيطٍ محمولٍ). حتى الآن، تحتوي جميع مشارق الأذكار - التي تم بناؤها أو التخطيط لها - على قاعةٍ واحدةٍ غير مقسمةٍ أسفل قبتها. علاوةً على ذلك، في مشارق الأذكار العشرة، تواجه المقاعد الموجودة في القاعة الروضة المباركة في عكاء. في حين أن كل مشرق أذكار فريدٌ من نوعه، فإن التصميمات، من خلال اختيار المواد والمناظر الطبيعية والهندسة المعمارية، تعكس بدرجةٍ ما الملامح الثقافية والاجتماعية والبيئية الأصلية لموقعها.
تنص أدبيات الكتابات البهائية أيضًا على أن تكون مشارق الأذكار محاطة بمجمّعٍ من المؤسسات الإنسانية والتعليمية والخيرية مثل المدارس والمستشفيات ودور كبار السن والجامعات وبيوت الشباب وغيرها من المؤسسات الاجتماعية والإنسانية لخدمة المناطق التي تقع فيها. صرّح شوقي أفندي، ولي أمر الدين البهائي في النصف الأول من القرن العشرين، أن وظائف مشرق الأذكار ستكون مكملةً لوظائف حظيرة القدس (التي يُطلق عليها المركز البهائي)، وأنه يُفضّل إذا كان كلا المبنيين في نفس الموقع. ويصف أيضًا التفاعل المستقبلي بين مشرق الأذكار والمباني الملحقة به للخدمة على أنه «قادرٌ على إزالة العلل التي لطالما ابتليت بها الإنسانية بشكلٍ خطيرٍ».
تم بناء مشارق الأذكار العشرة القائمة بحيث يمكن للجامعة البهائية دعم بنائها من خلال التبرعات. لا يوجد جمع للتبرعات أثناء جلسات الدعاء وتلاوة المناجاة، كما لا يُسمح إلا للبهائيين بالمساهمة في بالتبرع في الصناديق البهائية، بما في ذلك الأموال المخصصة لبناء مشارق الأذكار وصيانتها. إدارة مشارق الأذكار ورعايتها تتم من قِبل المحفل الروحاني المركزي للبهائيين في الدولة التي يقع فيها مشرق الأذكار، ولا يُعد ضريح الباب والمباني الأخرى في المركز البهائي العالمي مشرق أذكار.

## مشارق الأذكار القارية
يوجد حاليًا عشرة مشارق أذكار بهائية. افتتح مشرق الأذكار البهائي الجديد، الواقع في بلدية فيلا ريكا في مقاطعة كاوكا، كولومبيا، أبوابه في 23 يوليو 2018.

### مشرق أذكار ويلميت، في ولاية إلينوي

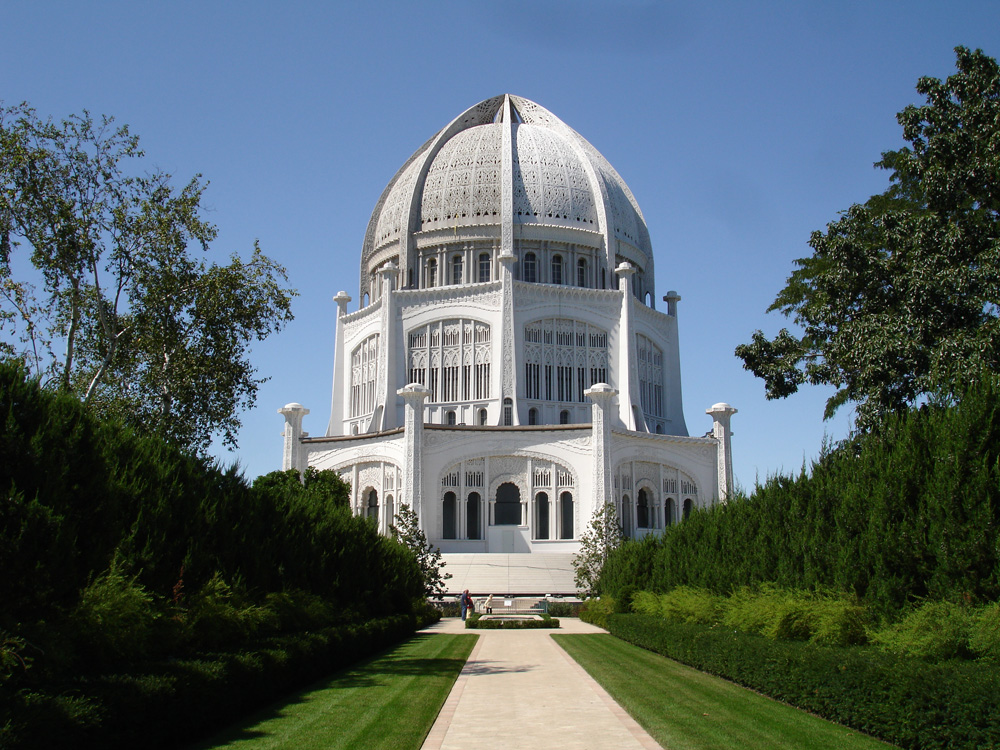
مشرق اذكار ويلمت بولاية إلينوي، بالولايات المتحدة الأمريكية

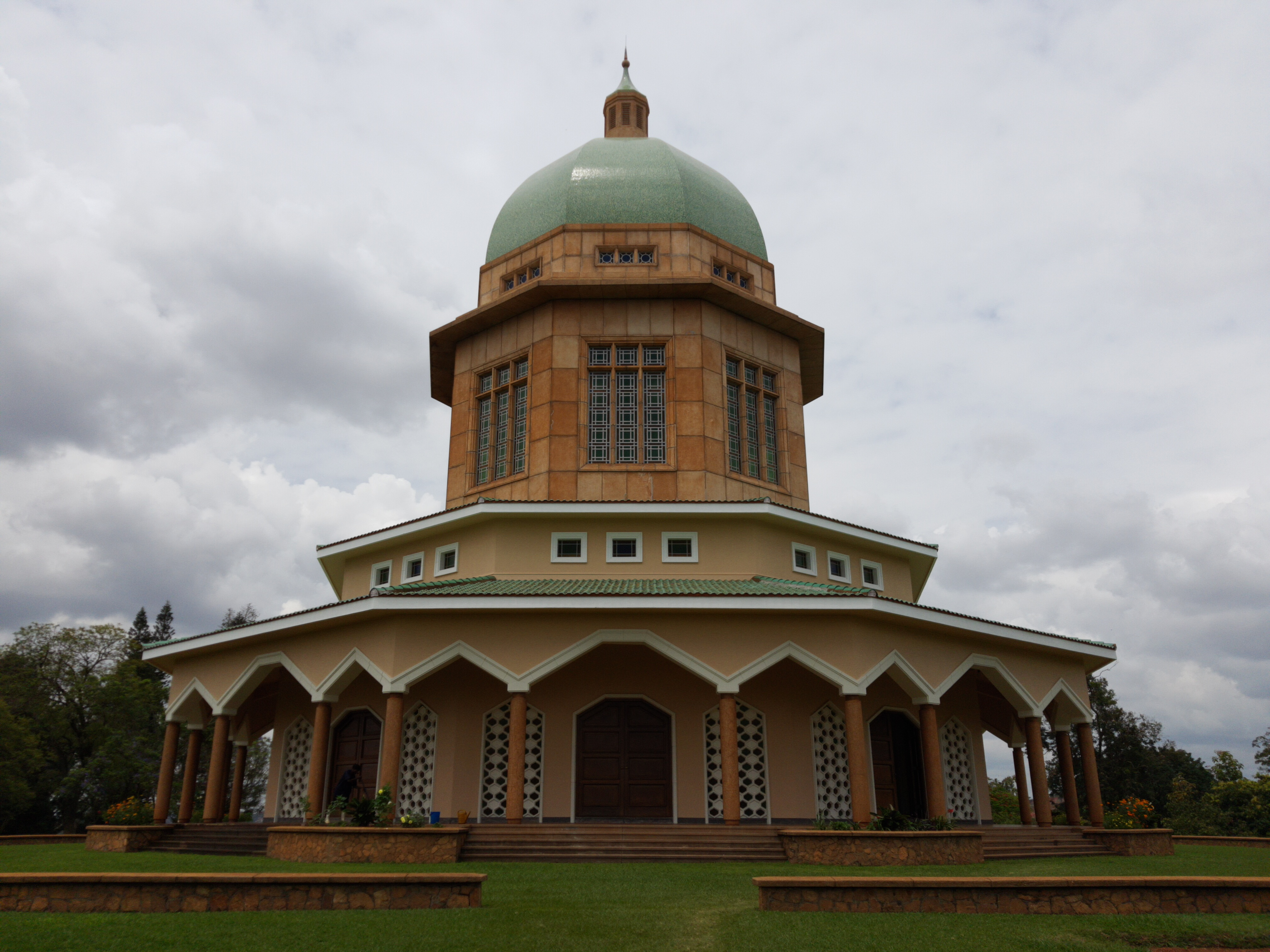
مشرق أذكار كمبالا، بأوغندا

تم جلب حجر الأساس لمشرق الأذكار البهائي في ويلميت بولاية إلينوي إلى الموقع من قبل نتي توبين، ونال قبول عبد البهاء في عام 1912 خلال زيارته الوحيدة للولايات المتحدة وكندا. بدأ البناء في عام 1921، وتوقف لعدة سنوات خلال فترة الكساد الكبير والحرب العالمية الثانية، واكتمل في عام 1953. مشرق أذكار ويلميت هو أكبر وأقدم مشرق اذكار بهائي، حيث يُعرف لدى البهائيين باسم «أم المعابد في الغرب» ورسميًا باسم «مشرق أذكار قارة أمريكا الشمالية»، ويقع في الضواحي الشمالية لمقاطعة كوك، على ضفاف بحيرة ميشيغان. وقد حصل على العديد من جوائز التصميم، وهو معلم بارز في منطقة شيكاغو. في عام 1978، أُضيف إلى السجل الوطني للأماكن التاريخ.
تتسع القاعة لـ1192 زائرًا. بشكل عام، لا يُسمح بالتصوير بالفيديو أو التصوير الفوتوغرافي أو أي نشاط آخر غير متوافق مع التأمل الهادئ في القاعة. تقام برامج السمة التعبدية (جلسات الدعاء) من تأمل وقراءة الأدعية والمناجاة يوميًا الساعة 9:15 صباحًا و 12:30 مساءً.
مشرق الأذكار البهائي هو مكان عبادة لجميع الناس. لا توجد صور لأشخاص أو أماكن. تم تزيين المبنى نفسه من الداخل والخارج بآيات من الكتابات البهائية المُنزلة على بهاءالله. حيث يوجد تسعة مداخل للمبنى، هناك تسع آيات فوق الأبواب وتسع آيات داخل الأبنية فوق التجاويف.
الآيات الموجودة في الخارج محفورة في الحجر بأحرف كبيرة مقروءة. يوجد فوق الأبواب نسخ صغيرة منقوشة من «الاسم الأعظم»، وهو أحد الرموز البهائية العديدة وتصميم زخرفي متقن يتضمن أحرف أبهى، التي تمثل دعاء «الله أبهى» باللغة العربية. إن القيمة العددية في حساب الجُمل لهذه الأحرف الأربعة في الكلمتين «أبهى»، و«بهاء» (في لقب بهاءالله) يصل إلى تسعة، وهو أحد الأسباب التي تجعل مشارق الأذكار البهائية من تسعة جوانب.
في 30 أبريل 2007، تم اختيار مشرق الأذكار البهائي كواحد من عجائب الدنيا السبع في إلينوي من قبل مكتب السياحة في إلينوي ممثلاً لمنطقة شيكاغو الحضرية.

### مشرق أذكار كمبالا، في أوغندا
يقع مشرق الأذكار الأم لأفريقيا على تل كيكايا، في قسم كاويمبي، في شمال كمبالا، عاصمة أوغندا وأكبر مدنها . تم وضع حجر الأساس في يناير 1958، وتم افتتاحه في 13 يناير 1961.

### مشرق أذكار سيدني، في أستراليا

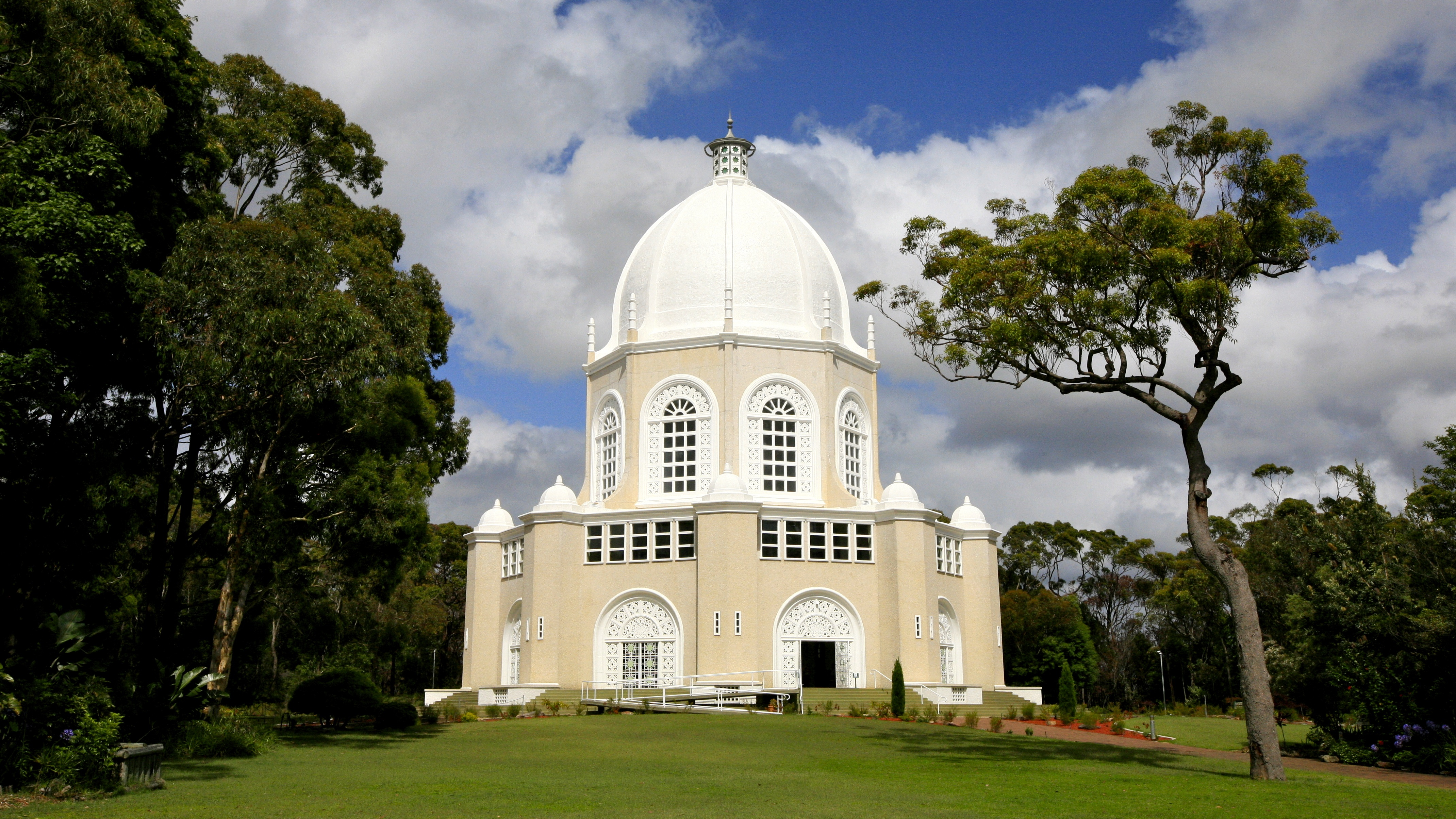
مشرق أذكار سيدني، باستراليا

تم افتتاح مشرق الأذكار في إنجلسايد في الضواحي الشمالية لسيدني، أستراليا في 17 سبتمبر 1961 وافتتح للجمهور بعد أربع سنوات من البناء. تشمل مواد البناء الأخشاب الصلبة المحلية والخرسانة التي تعلوها قبة تتسع لستمائة شخص. يبلغ ارتفاع المبنى 38 مترًا، ويبلغ قطر أعرض نقطة له 20 مترًا، وهو معلم مرئي للغاية من الشواطئ الشمالية لسيدني.
تحتوي الحدائق المحيطة على نباتات أصلية وتشمل المباني الأخرى الموجودة في الموقع مركزًا للزوار، ومكتبة، ومنطقة للنزهات، ونزلًا، وكوخًا لتيسير الأعمال، ومكاتب إدارية للجامعة البهائية الأسترالية.
يقع مكان مشرق الأذكار في منطقة غابات طبيعية تبلغ مساحتها 380 ألف متر مربع (38 هكتارًا) في إنجليسايد، ويطل على المحيط الهادئ. يعتبر مشرق الأذكار هذا بمثابة «المعبد الأم لسكان أستراليا ونوزيلاندا».

### مشرق أذكار هوفهايم لانجينهاين، في ألمانيا

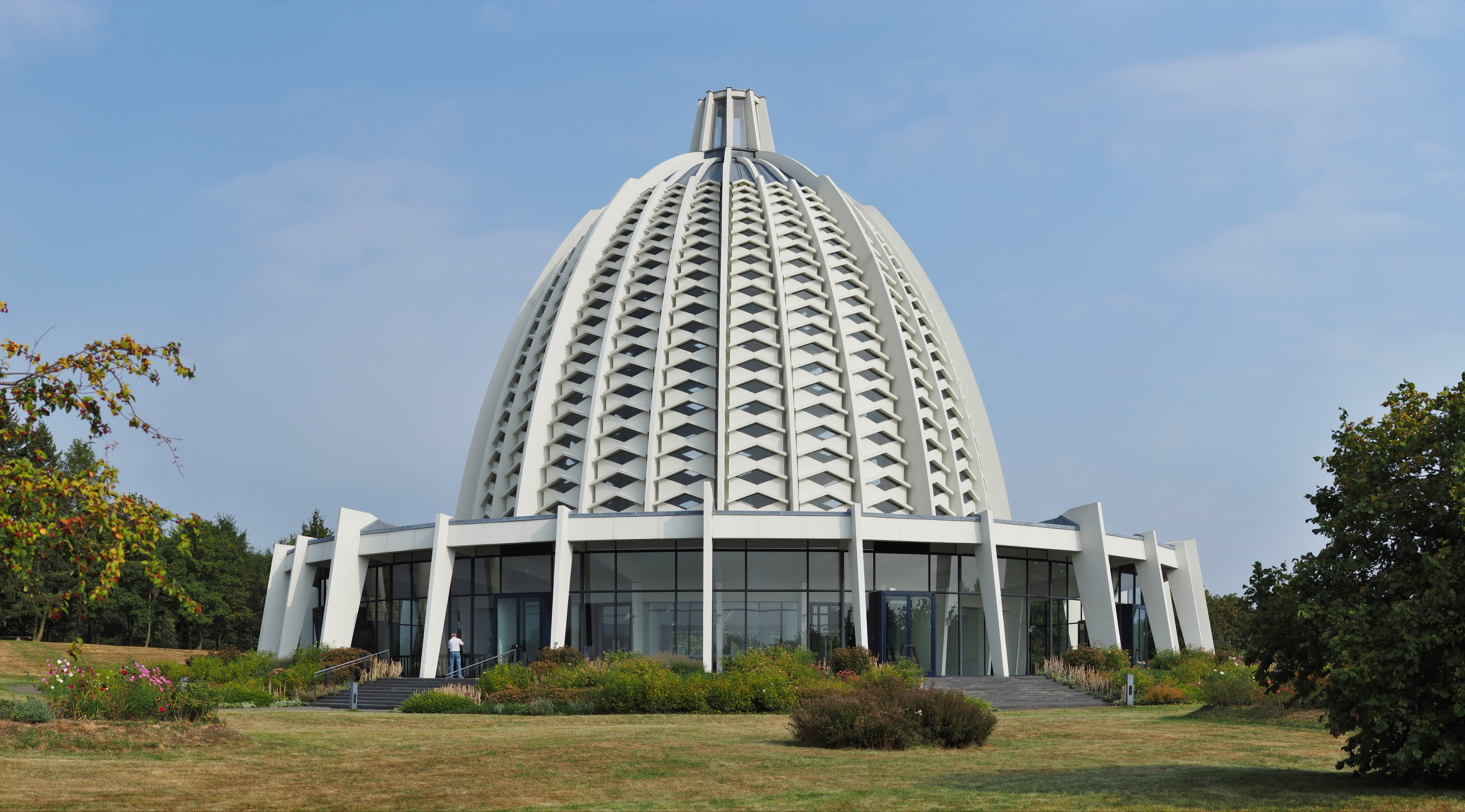
مشرق أذكار هوفهايم لانجينهاين بألمانيا

يقع مشرق الأذكار الأم لأوروبا عند سفح جبال تاونوس في ألمانيا، في قرية لانجينهاين، إحدى ضواحي هوفهايم، هيسن بالقرب من فرانكفورت. تم تصميمه بواسطة Teuto Rocholl. تم افتتاح مشرق الأذكار في 4 يوليو 1964  بعد ثلاث سنوات ونصف من البناء.  الصوتيات في هذا المبنى بديعة التنظيم وتعتمد على الصدى والرنين الناتج عن انعكاس الصوت داخل القبة وعلى حواف النوافذ الكثيرة. تغني الجوقات هنا أحيانًا أثناء وقوفها حول محيط أرضية مشرق الأذكار والجمهور في المنتصف.

### مشرق أذكار مدينة بنما، في بنما

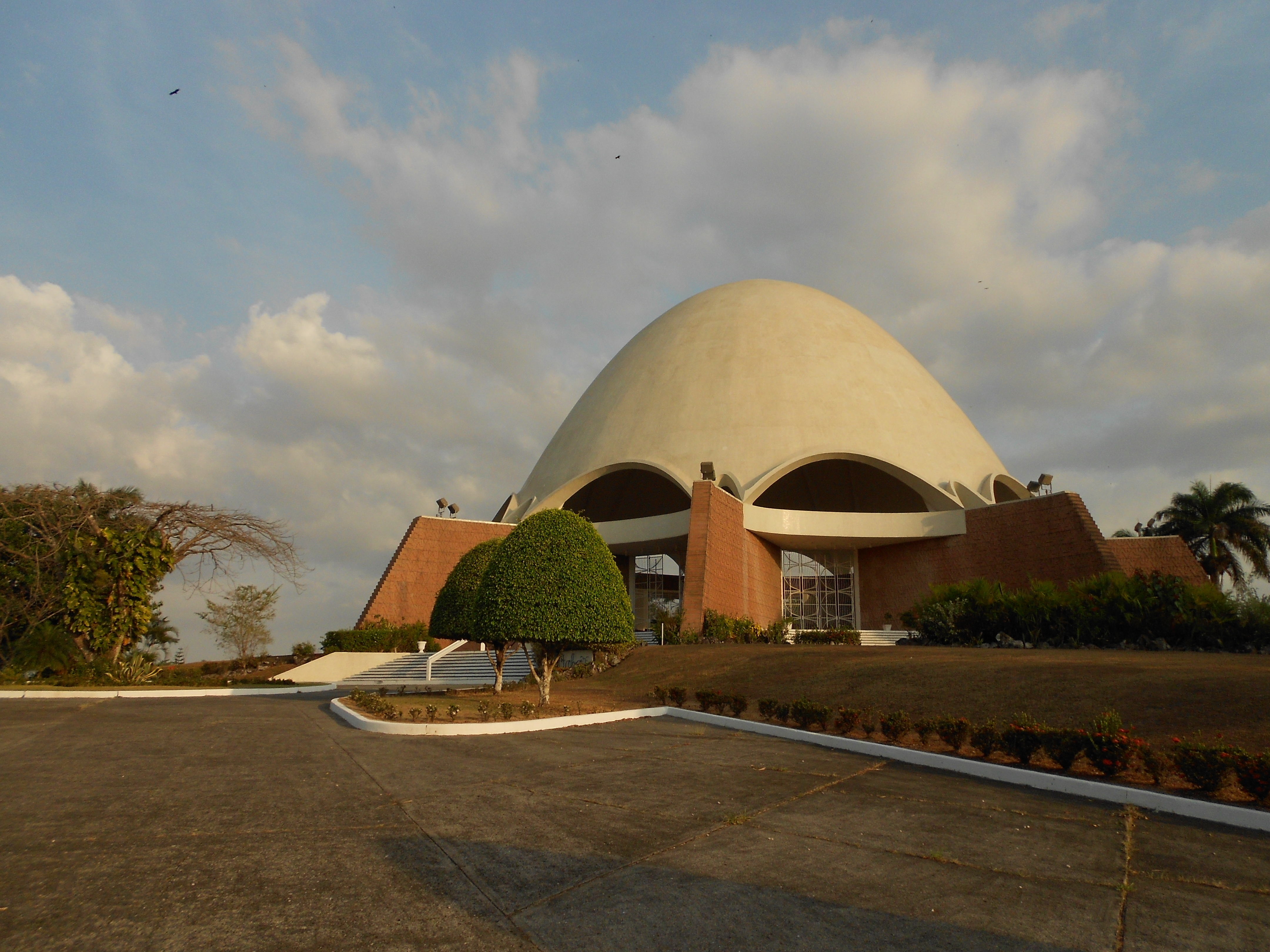
مشرق أذكار مدينة بنما، ببنما

مشرق الأذكار البهائي بمدينة بنما، في بنما، تم افتتاحه في 29-30 أبريل 1972،  من تصميم بيتر تيلوتسون. إنه بمثابة مشرق الاذكار الأم لأمريكا اللاتينية. إنه يطفو على جرف مرتفع، "Cerro Sonsonate" ("Singing Hill")، ويطل على المدينة، وهو مبني من الحجر المحلي المرصع بنمط يذكرنا بتصميمات الأقمشة بتصميمات الأقمشة التراثية للسكان الأصليين بأمريكا.
القبة مغطاة بآلاف البلاط البيضاوي الصغير، وبوابات دخول مشرق الاذكار مبنية بتصميم فريد ثلاثي الأبعاد يتكون كل منها من مثلث متساوي الأضلاع من ثلاثة أعمدة رأسية مع صفوف متعددة من القضبان تمتد فيما بينها بزوايا مختلفة، كل منها صف منها يتغير تدريجيًا من عمودي إلى أفقي.

### مشرق أذكار تياباتا، في ساموا
تم افتتاح مشرق الأذكار البهائي في تياباتا، على بعد 8 كيلومترات من آبيا، ساموا، في 1 سبتمبر 1984. إنه بمثابة مشرق الأذكار الأم لجزر المحيط الهادئ. تم تصميم مشرق الأذكار من قبل حسين أمانت، وتم افتتاحه من قبل ماليتوا تانومافيلي الثاني، حاكم دولة ساموا  (1913-2007) وهو أول رئيس دولة يعتنق البهائية. هيكله ذو القبة 30 مترًا مفتوح للجمهور للمناجاة الفردية، وإحياء ذكرى الأعياد البهائية، وجلسات الدعاء التعبدية الأسبوعية. المبنى مفتوح بالكامل لنسيم الجزيرة.

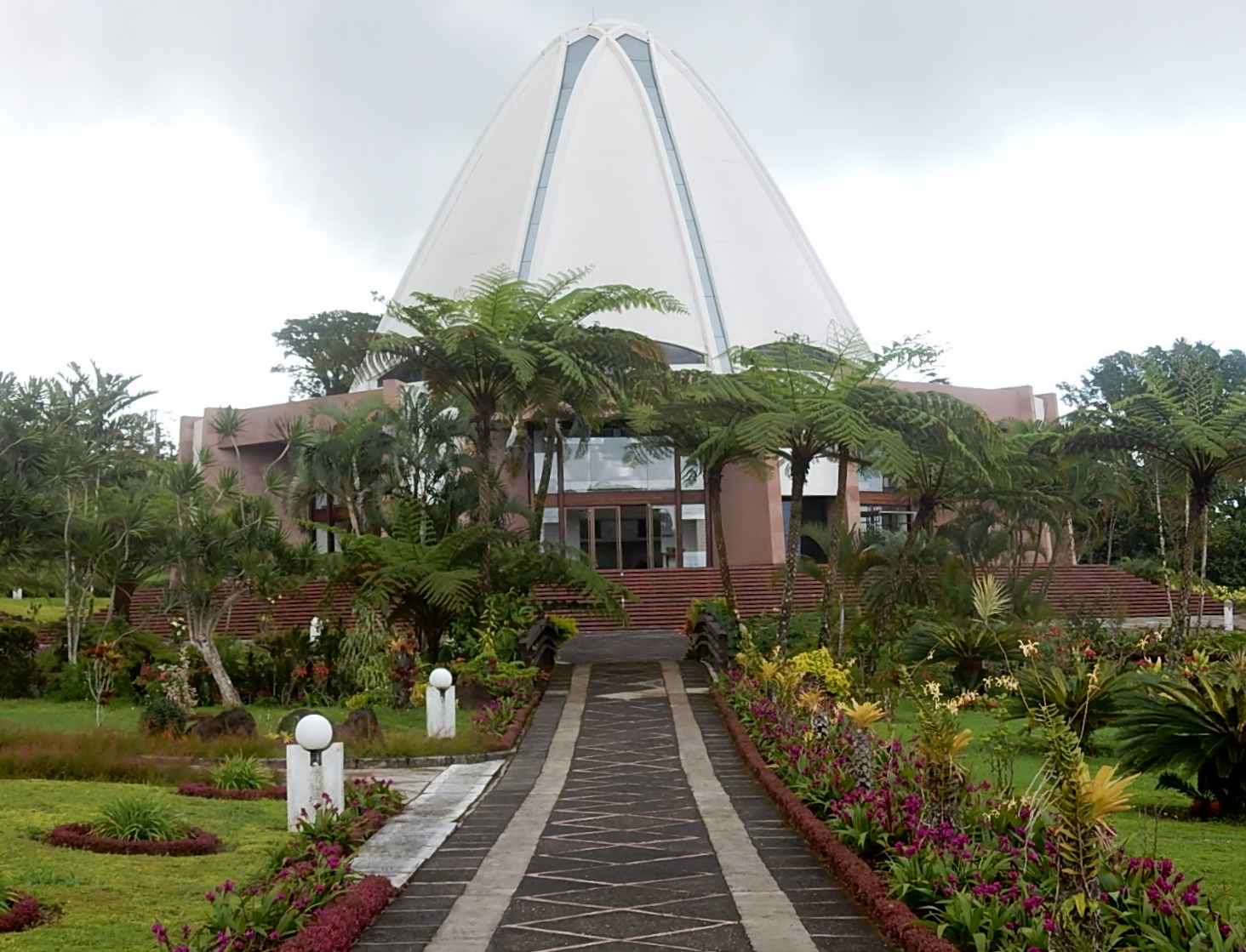
مشرق اذكار تياباتا، بساموا

### مشرق أذكار نيوديلهي (اللوتس)، في الهند
تم افتتاح مشرق الاذكار البهائي في نيودلهي، بالهند في ديسمبر 1986. إنه بمثابة مشرق الأذكار الأم لشبه القارة الهندية. وقد حاز على العديد من الجوائز المعمارية  وظهر في العديد من المقالات الصحفية والمجلات ويُدعى فاريبورز صهباء.
يتكون بتصميمه المستوحى من زهرة اللوتس من 27 «بتلة» قائمة بذاتها مغطاة بالرخام مرتبة في مجموعات من ثلاثة لتشكيل تسعة جوانب.
تسعة أبواب تفتح على قاعة مركزية تتسع لـ 2500 شخص. تم التبرع بالجزء الأكبر من الأموال اللازمة لشراء هذه الأرض من قبل Ardishír Rustampúr من حيدر أباد، السند (باكستان)، الذي قدم كامل مدخراته لهذا الغرض في عام 1953.

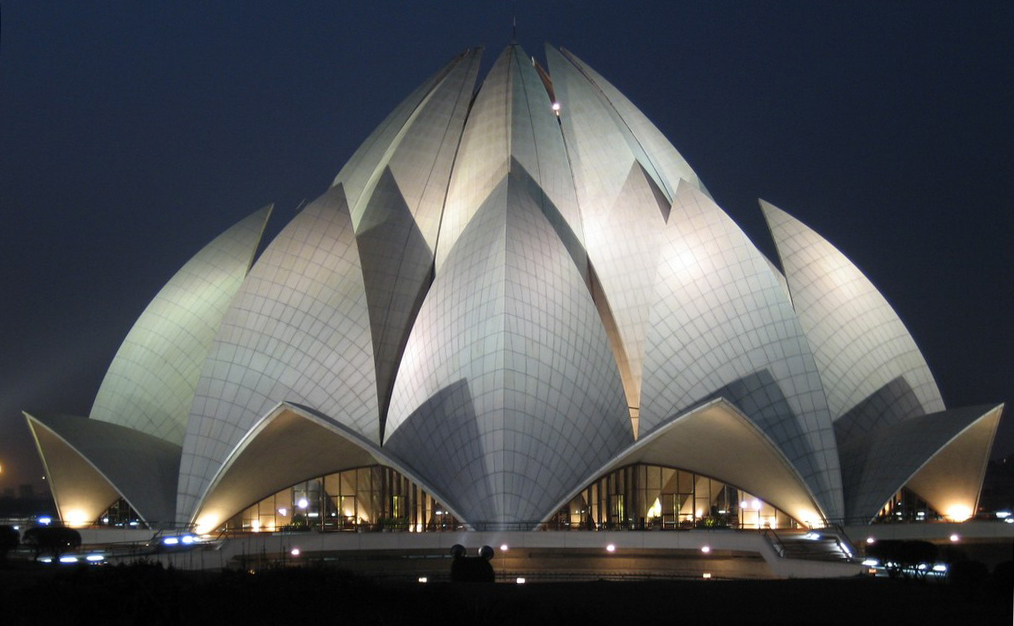
مشرق أذكار نيوديلهي، بالهند

يشار إلى مشرق الأذكار هذا عمومًا باسم «معبد اللوتس» من قبل البهائيين وغير البهائيين على حدٍ سواء.

### مشرق أذكار سانتييجو، في تشيلي
في أواخر عام 2002، أعلن المحفل الروحاني المركزي للبهائيين في تشيلي وبيت العدل الأعظم عن مسابقة لتصميم مشرق الأذكار الأم لأمريكا الجنوبية، المقرر بناؤه في سانتياغو. تم اختيار التصميم من قبل سياماك الحريري من شركة Hariri Pontarini Architects في تورنتو، أونتاريو، كندا. اكتمل البناء في أكتوبر 2016، مع فتح الأبواب في 19 أكتوبر 2016.
تتكون قبة وجوانب مشرق الأذكار من تسعة أجنحة، كل منها يتكون من إطار فولاذي مع ألواح من الرخام الشفاف وكسوة زجاجية مصبوبة. بدأت مرحلة البناء في نوفمبر 2010. وقد فاز بمجموعة من الجوائز المعمارية الكندية والدولية.

## مشارق الأذكار المحلية والمركزية (الوطنية)
في عام 2012، أعلن بيت العدل الأعظم عن خطط لبناء أول مشرق أذكار بهائي على المستوى المحلي والمركزي (الوطني). وسيكون أول مشرقي أذكار على المستوى المركزي (الوطني) في جمهورية الكونغو الديمقراطية وبابوا غينيا الجديدة، في حين أن أول خمسة مشارق أذكار محلية في باتامبانج، كمبوديا؛ بيهار شريف، الهند؛ ماتوندا صوي، كينيا ؛ كاوكا، كولومبيا ؛ وتانا، فانواتو. وصف بيت العدل الأعظم المجتمعات البهائية المختارة لاستضافة مشارق الأذكار الجديدة هذه بأنها فريدة من نوعها في العالم:
فمشرق الأذكار، الذي وصفه حضرة عبد البهاء بأنّه «من أعظم المؤسّسات في العالم»، يزاوج بين جانبين أساسيّين متلازمين من جوانب الحياة البهائيّة هما: العبادة والخدمة. إنّ اتّحاد هذين الجانبين يَظهر أيضًا في التّساق القائم بين معالم الخطّة المرتبطة ببناء المجتمع، وخصوصًا انتشار رو ح تعبّديّة تجد تعبيرًا لها في اجتماعات للدّعاء وعمليّة تعليميّة تبني القدرة من أجل خدمة البشريّة. فالعلاقة المتبادلة بين العبادة والخدمة تتجلّى على وجه الخصوص في تلك المجموعات الجغرافيّة في مختلف أنحاء العالم التي نمت فيها الجامعات المركزيّة حجمًا وازدادت حيويّةً بشكل ملحوظ. ... وضمن هذه المجموعات الجغرافيّة سيتمّ التّفكير في إنشاء مشارق أذكا ر محليّة في السّنوات المقبلة.

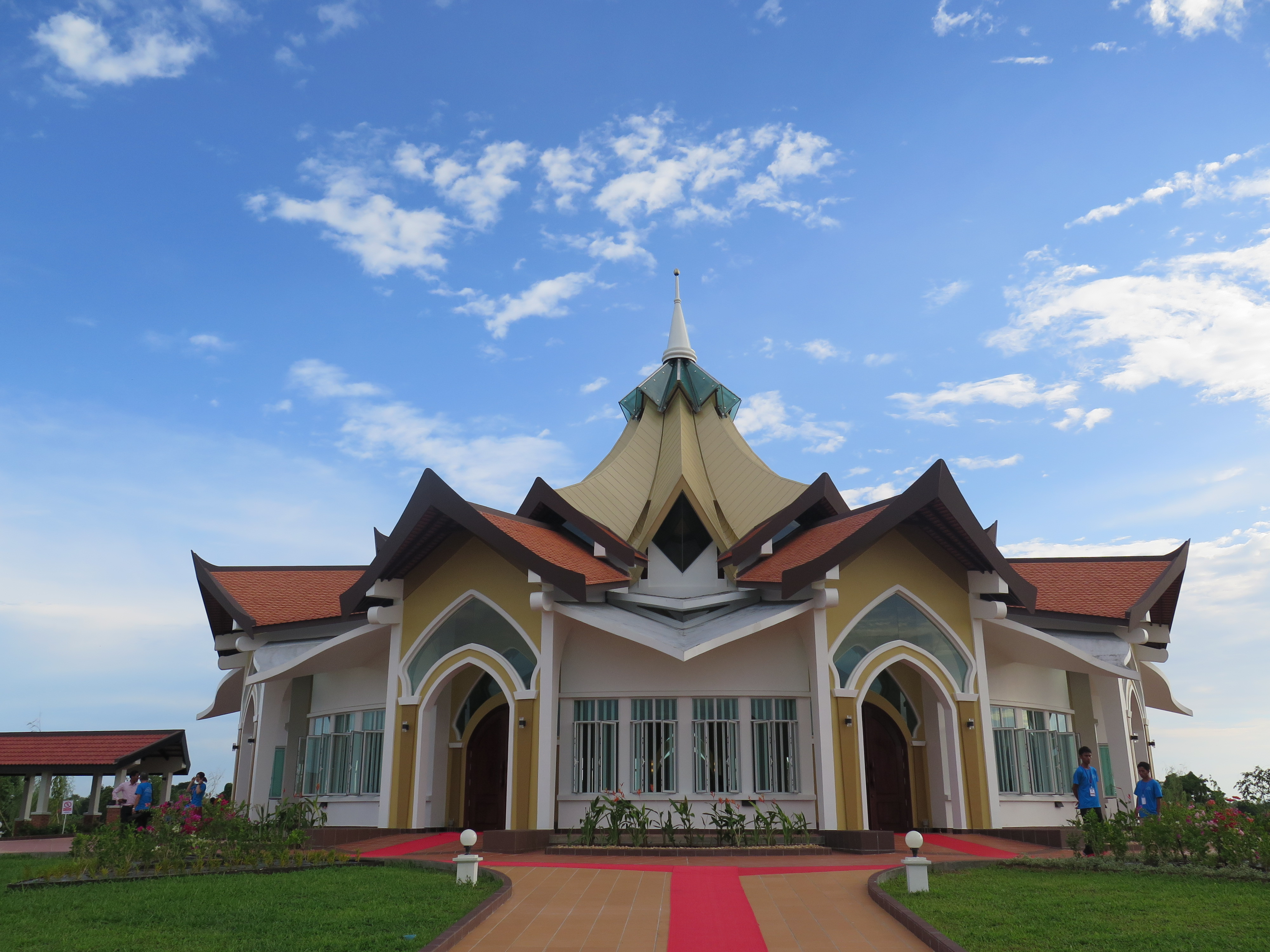
مشرق اذكار باتامباج، بكمبوديا

### مشرق أذكار باتامباج، في كمبوديا
مشرق أذكار باتامبانج، بكمبوديا، هو أول مشرق أذكار بهائي محلي في العالم يتم افتتاحه. تم تصميم مشرق الأذكار من قبل المهندس المعماري الكمبودي سوشيت فيتو تانغ، وهو يعتنق الديانة البوذية، مارس شعائر دينه وقد أدمج أصول الفن المعماري الكمبودي في التصميم. أقيم احتفال ومؤتمر الافتتاح الرسمي في 1 و 2 سبتمبر 2017، بحضور شخصيات كمبودية رفيعة وسكان محليين وممثلين عن البهائيين في جميع أنحاء جنوب شرق آسيا.

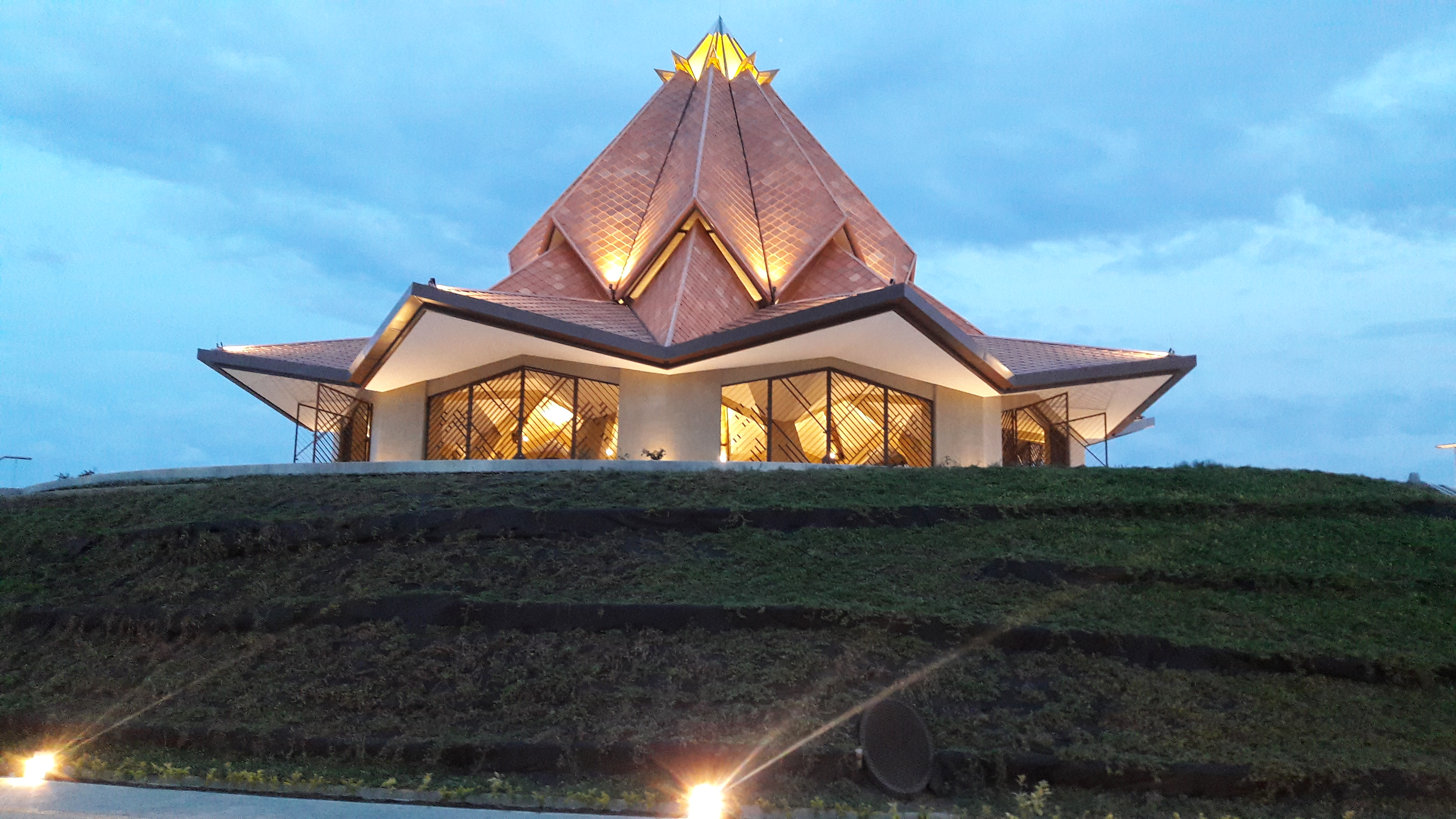
مشرق اذكار أجوا أزول، بكولومبيا

### مشرق أذكار أجوا أزول، في كولومبيا
مشرق الأذكار في أجوا أزول في بلدية فيلا ريكا في مقاطعة كاكاو، كولومبيا هو ثاني مشرق أذكار محلي يتم الانتهاء منه، من بين تلك التي أعلن عنها بيت العدل الأعظم في 21 أبريل / نيسان 2012. استوحى تصميم مشرق الأذكار، الذي صممه المهندس المعماري جوليان جوتيريز تشاكون، من شكل حبة الكاكاو، وهو نبات لا يتجزأ من الثقافة الكولومبية. أقيم حفل الافتتاح في 22 يوليو 2018، تلته جلسة دعاء في مشرق الأذكار.

### مشرق أذكار ماتوندا، في كينيا
تم افتتاح مشرق اذكار بهائي محلي في يوم الأحد ، 23 مايو 2021 في ماتوندا صوي ، بكينيا.

## مشارق أذكار أخرى مُخَططٌ لها تحت الإنشاء
حاليًا ، يستمر بناء مشارق الأذكار البهائية المحلية والوطنية في بابوا غينيا الجديدة  وفانواتو، بينما أقيمت احتفالات رائدة في جمهورية الكونغو الديمقراطية  والهند.

## أماكن أخرى وقع الاختيار عليها
اعتبارًا من عام 2007، ذكر بيت العدل الأعظم 123 موقعًا لمشارق الأذكار المستقبلية ، بالإضافة إلى السبعة الموجودة بالفعل في ذلك الوقت.

### طهران، إيران
تم اختيار موقع وشراؤه قبل عام 1944 لمشرق أذكار بهائي في طهران بإيران. بناءً على طلب شوقي أفندي ، قُدِّم تصميم لمشرق الاذكار هذا ووافق عليه شوقي أفندي ولي أمر الدين البهائي. نُشر الرسم في كتاب العالم البهائي الرابع عشر: 1963-1968، ص. 495. تأخر بناء مشرق الأذكار هذا إلى أجل غير مسمى بسبب الوضع السياسي العدائي للبهائيين في إيران.

### حيفا

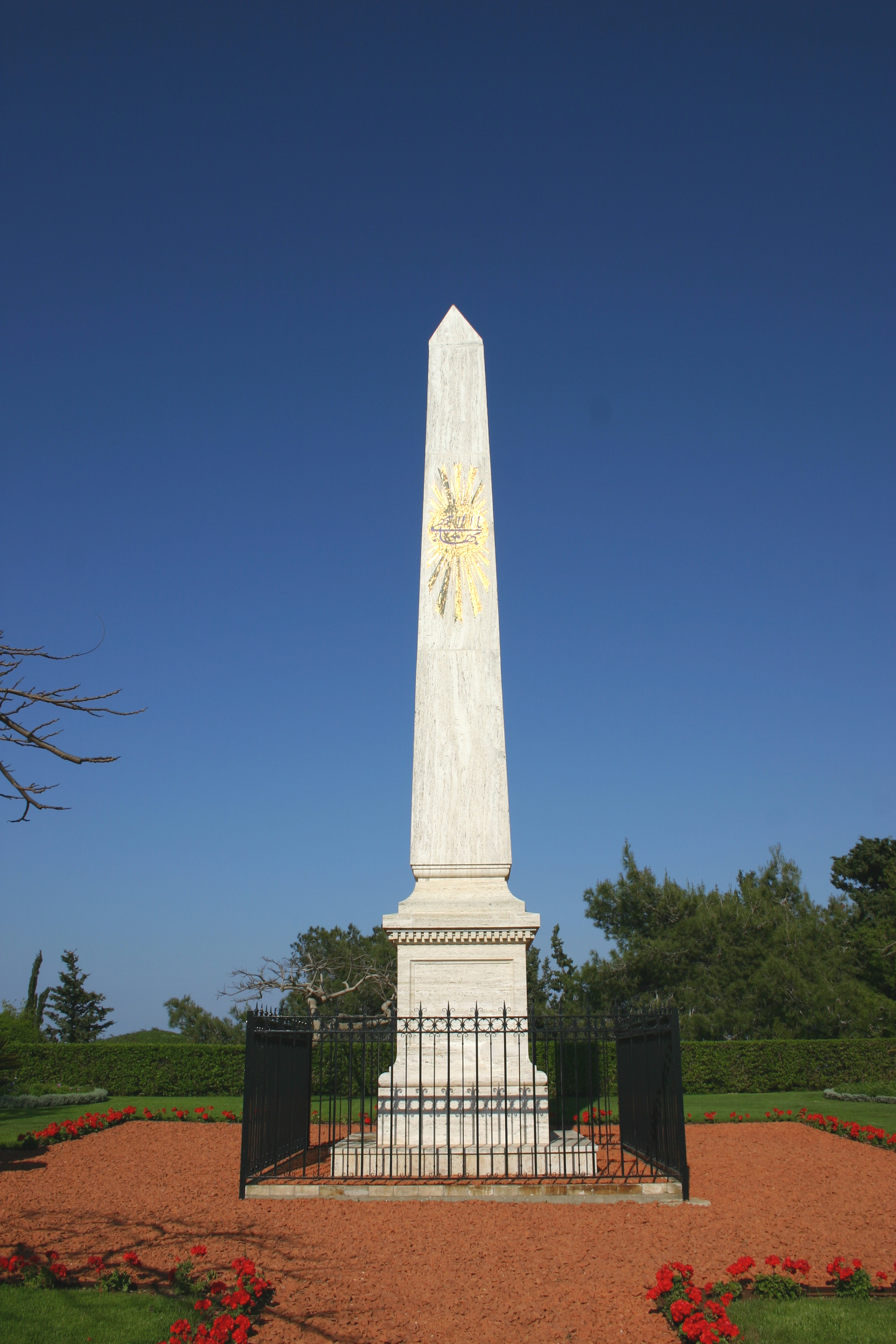
المسلة التي تشير إلى موقع مشرق الأذكار البهائي المستقبلي ، جبل الكرمل ، حيفا

تم اختيار موقع لمشرق الأذكار في محيط المركز البهائي العالمي على جبل الكرمل في حيفا. ووفقاً لشوقي أفندي، إنه قريب من المكان الذي ردد فيه بهاءالله لوح الكرمل ، بأنه «دستور تأسيس المركز الروحاني والإداري العالمي للدين البهائي على ذلك الجبل». تمت الموافقة على التصميم من قبل شوقي أفندي ، ويمكن العثور على صورة لهذا النموذج في Baha'i World vol. الثاني عشر ، ص. 548. يقف الآن في الصالة العلوية من قصر البهجة. في أغسطس 1971، أقام بيت العدل الأعظم بتشييد مسلة على الموقع ، مزينة بالاسم الأعظم.

### إليوت، مين، الولايات المتحدة الأمريكية
عند زيارته إلى غرين أكري في إليوت بولاية مين عام 1912، صرح عبد البهاء أن مشرق الأذكار البهائي الثاني في الولايات المتحدة سيكون هناك.

### مشارق أذكار أخرى
اعتبارًا من عام 1963، تم أيضًا اختيار مواقع في العديد من المدن والبلدان لمشارق الأذكار المستقبلية:

## مشرق الأذكار الذي تداعى وهدم بتركمستان
تم بناء أول مشرق أذكار بهائي في مدينة عشق آباد والتي كانت تخضع لحكم الروسي في حينها وهي الآن عاصمة تركمانستان. بدأ بناؤه في عام 1902 واكتمل في عام 1908. تم إعداد التصميم من قبل الأستاذ علي أكبر بنا ، وأشرف على البناء وكيل الدولة ، الذي سمي لاحقًا بأنه أحد الحواريين التسعة عشر لحضرة بهاءالله.

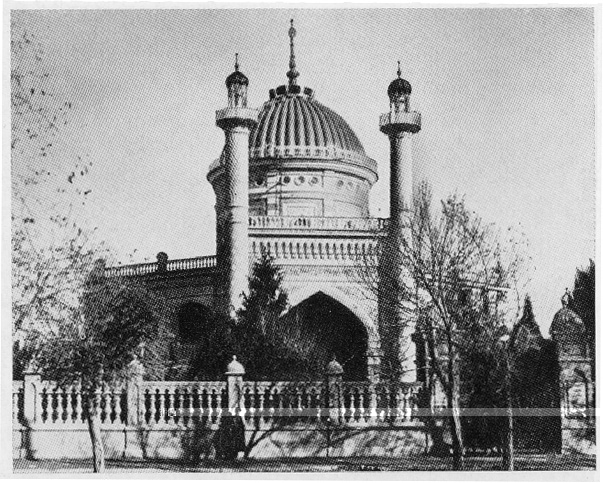
مشرق أذكار عشق آباد

تقع عشق آباد في السهل الصحراوي بغرب تركمانستان بالقرب من سفوح جبال البرز. في ظل الحماية والحرية التي وفرتها السلطات الروسية ، ارتفع عدد البهائيين هناك إلى أكثر من 1000 ولأول مرة في أي مكان في العالم تم تكوين مجتمع بهائي حقيقي ، بمدارسه ومرافقه الطبية ومقبرة ، في النهاية ، قرر البهائيون في عشق آباد بناء مؤسسة القلب الروحي والاجتماعي للجامعة البهائية، ألا وهي مشرق الأذكار.
كان مشرق الأذكار نفسه محاطًا بالحدائق. في الزوايا الأربع للحديقة كانت هناك أربعة مبانٍ: مدرسة ، ونزل يستقبل فيه البهائيون المسافرين ، ومستشفى صغير ، ومبنى لحراس الأرض. عاش البهائيون على مقربة من مشرق الأذكار قدر المستطاع. كان مشرق الأذكار مركز المجتمع ماديًا وروحانيًا. مشرق أذكار عشق آباد هو دار العبادة الوحيد حتى الآن الذي شيد من حوله مؤسسات الخدمات الإنسانية الملحقة بمؤسسة مشرق الأذكار.
بعد خدمة المجتمع لمدة عقدين من الزمن ، صادرت السلطات السوفيتية مشرق الأذكار في عام 1928 وأعيد تأجيره للبهائيين. استمر هذا حتى عام 1938، عندما تم تأميمه وتجريده من طابعه الديني وتحول إلى معرض فني. تسبب زلزال عشق آباد عام 1948 في إلحاق أضرار جسيمة بالمبنى وجعله غير آمن. أدت الأمطار الغزيرة في السنوات التالية إلى إضعاف الهيكل الخرساني، وتم هدمه في عام 1963 وتحويل الموقع إلى حديقة عامة.

## روابط خارجية
- الحياة التعبدية